# Vid Pečjak
Vid Pečjak [víd pečják], slovenski pisatelj in psiholog, * 7. januar 1929, Ljubljana, † 27. februar 2016, Bled. 

## Življenje
Vid Pečjak se je (kot sin Rudolfa Pečjaka) rodil 7. januarja 1929 v Ljubljani. Tam je tudi obiskoval osnovno šolo in gimnazijo. Med vojno in malo po vojni je bil zaprt iz političnih razlogov, a je obakrat zapor kmalu zapustil. Vpisal se je na Univerzo v Ljubljani, na oddelek za psihologijo  in začel pisati za mladino. Iz psihologije je na Filozofski fakulteti v Ljubljani tudi diplomiral (1956) in doktoriral (1956). Sprva je delal kot kličnični psiholog v prehodnem mladinskem domu. 1957 je postal asistent, od leta 1960 do upokojitve je služboval kot predavatelj na Oddelku za psihologijo Filozofske fakultete v Ljubljani, od 1975 redni profesor za občo psihologijo. Precej je predaval tudi na tujih univerzah, predvsem ameriških. Raziskoval je predvsem vprašanja psihologije spoznavanja (sinestezija, psiholingvistika, ustvarjalnost), medkulturno psihologijo in zgodovino psihologije (posebej na Slovenskem) ter razvil izvirne psihološke modele mrežaste povezave pojmov in družbenega upora, ki sodi že v naslednje področje njegovega zanimanja, politično psihologijo. Postal je ambasador znanosti RS (1993) in zaslužni profesor Univerze v Ljubljani (1998). 
Njegov sin Andrej Pečjak (*1957) je svetovno znan slovenski inovator na področju električnih osebnih vozil, ki je jeseni 2014 postavil svetovni rekord v dolžini prevoženih kilometrov brez vmesnega polnjenja baterij z električnim avtomobilom Metron. Njegov drugi sin Jernej Pečjak je - skupaj z mamo Marinko, soprogo Vida Pečjaka in avtorico kuharskih knjig - ustanovitelj spletnega mesta Kulinarična Slovenija (kulinarika.net). Po prvem sinu Andreju je poimenovan junak Drejček iz knjige Drejček in trije Marsovčki, po vnuku Aleksandru pa junaki iz avtorjevih poznejših slikanic.
Umrl je 27. februarja 2016 na Bledu.

## Delo
Kot pisatelj in psiholog je napisal 90 knjig, dve tretjini strokovnih s področja psihologije, večina leposlovnih del so znanstvenofantastične zgodbe, romani in novele, pa tudi potopisi in stripi. Nekatera dela je podpisal s psevdonimom Div Kajčep, ki je anagram njegovega imena. 
V mladih letih je pisal predvsem za mladino in odrasle. Drejček in trije Marsovčki (1961) je eno izmed njegovih prvih del s področja znanstvene fantastike, ki je med bralci tudi najbolj znano, to njegovo delo pa je doseglo tudi uspeh; zanj je dobil Levstikovo nagrado. V Sloveniji je knjiga izšla sedemkrat, prevedena je bila v češčino in srbohrvaščino, bila je dramatizirana, besedilo pa so večkrat uprizorili tudi v lutkovnem gledališču. Uspešna je bila tudi njegova igra Pobegli robot, knjiga je bila uvrščena med pet najboljših radijskih in televizijskih iger na tekmovanju prix Japon v Tokiu, TV film Tretje življenje, posnet po Pečjakovi noveli, pa je dobil prvo nagrado na mednarodnem festivalu Prix Futura v Berlinu. Med najbolj znane zgodbe za mladino in odrasle sodita zbirka novel Kam je izginila Ema Lauš (1980) ter Doktor živih in mrtvih (2004). Vse zgodbe so psihološko obarvane, saj avtor želi z njimi odgovoriti na temeljna vprašanja o smrti.